# Самійло Фридрикевич
Самі́йло Фридрике́вич (Самуель Фрідріхович Козма) (*1590-ті, Імперія Габсбургів — †вересень 1665) — український і польський військовик XVII століття. Генеральний осавул реґіменту гетьмана Степана Опари, білоцерківський полковник (1648, 1653, 1664).

## Життєпис
Народився наприкінці XVI століття. За походженням — австрієць, дрібний дворянин. Близько 1620 вступив найманцем на службу до війська Речі Посполитої. У 1620-х — 1630-х був ротмістром, керував панцерною хоругвою, брав участь у боях з османами та кримськими татарами на Правобережній Україні. У 1640-х — полковник, імовірно, деякий час очолював Білоцерківський реєстровий полк.
1648 перейшов на бік козаків Б. Хмельницького. За деякими даними, займав уряд білоцерківського полковника у 1648 і 1653 роках. 13 листопада 1653 король Ян ІІ Казимир підтвердив йому та його тестю Семенові Половцю право на володіння двома млинами, збудованими їхнім коштом на ґрунті Буки на річці Рось. 11 березня 1660 за 90 злотих купив дім у Білій Церкві у полковника Івана Кравченка поблизу дому колишнього орендаря Шльоми.
Підтримував правобережного гетьмана Павла Тетерю. У 1663-1664 брав участь у поході Яна Казимира на Лівобережну Україну. У листопаді 1664 призначений білоцерківським полковником. Того ж року разом з Михайлом Радкевичем, виконуючи доручення гетьмана, їздив до Варшави на сейм.
У червні 1665 перейшов на бік претендента на гетьманську булаву Степана Опари. Допоміг йому взяти Умань. Після проголошення Опари гетьманом отримав у нього уряд генерального осавула. Вбитий у міжусобиці прибічниками П. Дорошенка.

## Родина
Був одружений з Ганною Половець (1630-ті — 1702) — донькою білоцерківського полковника Семена Половця, що походив з давнього київського боярського роду, відомого з XIV століття. Після смерті чоловіка Ганна Фридрикевич близько 1669 другим шлюбом вийшла заміж за білоцерківського шляхтича, ротмістра надвірного війська гетьмана Дорошенка Івана Мазепу (майбутнього гетьмана), який усиновив двох її дітей.
Син Криштоф Фридрикевич (? — 1700) — пасинок Ів. Мазепи, седнівський сотник Чернігівського полку (1699-1700).
Донька Марія — пасербиця Ів. Мазепи, дружина Василя Громики (? — 1706) — сміленського сотника Лубенського полку.